# Лінас Антанас Лінкявічюс
Лінас Антанас Лінкявічюс (лит. Linas Antanas Linkevičius; нар. 6 січня 1961, Вільнюс) — литовський державний діяч, журналіст, дипломат, міністр закордонних справ Литовської Республіки (2012—2020). Двічі обіймав посаду Міністра оборони Литви. Один із провідних лобістів України у Європейському Союзі[джерело?].

## Життєпис
1978—1983 — навчався в Каунаському політехнічному інституті, який закінчив з дипломом інженера. Працював в окупаційних органах влади СССР, зокрема секретарем районного комітету ЛКСМ Литовської РСР у Каунасі, завідувачем відділу ЦК ЛКСМ Литовської ССР.
З 1990 — кореспондент газети «Tiesa» і консультант парламентської фракції Литовської демократичної партії праці.
У 1991—1996 — член Ради Демократичної партії праці Литви.
У 1992—1996 — депутат Сейму Литовської Республіки.
У 1992—1993 — глава литовської парламентської делегації у Північноатлантичній Асамблеї, заступник голови парламентської комісії зі закордонних справ, голова Молодіжного союзу праці та оглядач газети «Tiesa».
У 1993—1996 — Міністр оборони Литовської Республіки.
У 1997—2000 — Посол, голова представництва Литви в НАТО і Західноєвропейському союзі.
У 2000—2004 — міністр оборони Литовської Республіки.
У 2004—2005 — посол з особливих доручень МЗС Литви.
У 2005—2011 — постійний представник Литви в НАТО та Північноатлантичній раді.
З 2011 — посол з особливих доручень МЗС Литви, одночасно, з 13 вересня 2011 — консультант (на громадських засадах) Прем'єр-міністра Литви Андрюса Кубілюса.
25 червня 2012 Президент Литовської Республіки підписала указ про його призначення Надзвичайним і Повноважним Послом Литви в Білорусі з 24 липня 2012. 7 грудня 2012 звільнений з посади.
7 грудня 2012 — 11 грудня 2020 — міністр закордонних справ Литви.
14 грудня 2013, у час Євромайдану, привіз як подарунок українцям, які стоять на Майдані Незалежності, теплі рукавички, виконані у національному литовському стилі. Особисто пішов роздавати рукавички людям, які стоять на Майдані Незалежності. Також під час перебування на Майдані зустрівся з лідером партії «Удар» Віталієм Кличком та лідером партії ВО «Свобода» Олегом Тягнибоком.
Послідовно критикував режим Віктора Януковича за зраду європейського вектора розвитку та побиття учасників мирних демонстрацій.
4 квітня 2018 закликав Російську Федерацію звільнити утримуваного в Росії українського режисера Олега Сенцова

## Нагороди
- Командор ордена Хреста Вітіса (30 березня 2004)[3]
- Командор ордена Великого князя Литовського Гядиминаса (3 лютого 2003)[4]
- Орден Трьох зірок 3 класу (Латвія, 12 березня 2001)[5];
- Орден Хреста землі Марії 2 класу (Естонія, 2 лютого 2005)[6];
- Президентський орден Сяйво (Грузія, 2011)[7].

## Знання мов
Крім литовської, розмовляє англійською, російською і польською мовами.

Відомий своїм крилатим виразом англійською мовою: 
|  | Russians are the best piecekeepers in the world. They seize pieces of other countries and keep them. |

 Дослівно: Росіяни — найкращі в сіті «миротворці». Вони захоплюють шматки інших країн і залишають собі. Гра слів: англ. peacekeepers — миротворці, англ. piecekeepers — збирачі шматків.

## Родина
Одружений, має дві дочки.